# Обнова (общество)
«Обнова» — общество украинских студентов-католиков, созданное в 1930 году для объединения студенческой молодёжи.

## История
Со времени своего основания Обнова имеет два основных направления деятельности. Это, прежде всего, миссионерская работа с молодёжью в целом, а также самообразование. Лозунгом общества является «Обновить все во Христе». «Обнова» как организация передовой части молодёжи — студенчества, должна была творить элиту общества, её руководящую силу. Каждый из членов готовил доклады, рефераты, которые зачитывались и обсуждались в кругу Общества. Тематика была разносторонняя: исторические, художественные исследования, философско-богословские размышления.
В научной работе «Обнове» помогало Богословское научное общество во главе с отцом Иосифом Слипым, а также созданный специально по инициативе митрополита Андрея Шептицкого Украинский Католический Академический Сеньйорат, состоявший из старшей интеллигенции. Митрополит, заинтересованный в развитии «Обновы», сам приглашал известных ученых к участию в УКАС. Для «Обновы» создавались условия для существования и деятельности.
Душпастырем Общества был назначен о. д-р Николай Конрад, человек большого таланта как ученый и педагог. В 1937 г. его сменил о. д-р Иван Гриньох, известный теолог и выдающийся общественный деятель. Часто во внешней и внутренней работе «Обновы» принимает участие сам митрополит Андрей, прежде всего как духовный опекун и большой меценат. ТУСК становится едва ли не крупнейшим деятелем католической Акции, и это было, несмотря на то, что членов Общества было только несколько десятков на более, как двухтысячный студенческий Львов.
Особая миссия легла на «Обнову» во время подготовки съезда «Украинская Молодёжь во Христе» в 1933 году. Эта акция Церкви была посвящена объявленному папой Пием XI Юбилейном Году 1900-летия Воскресения Христа и должна была доказать верность генерации молодых украинцев Христу. За неделю до съезда ТУСК организовало собрание христианского студенчества. Именно тогда, пожалуй, впервые, эта часть студентов назвала себя католиками-националистами. В резолюции собрания они задекларировали о своем решении активно выступить в рядах украинской молодёжи. Призыв дал свой результат и 6-7 мая в Львове на съезде УМХ присутствовали более 200 студентов.
После съезда «Обнова» ещё активнее взялась за работу со всей академической молодёжью. Общество обращается к молодёжи с «призывом», в котором отмечает важность данного момента в жизни народа и ставит себе целью работать, чтобы "сподвигнуть Украинскую нацию к самым высоким вершинам, обрести ей могущество и силу, сделать её святой и Богу милой — наш высокий идеал ". Как своего проводника «Обнова» признала Христа и Его науку — «На него возлагается вся надежда, а потому мы непогрешимы в своих принципах». Для успешного осуществления своих намерений ТУСК прежде обратилось к укреплению своей внутренней силы, а именно: заботиться о своей глубокой религиозности и прочный и непоколебимый характер, а также работать над своим профессионализмом. На конец «призыва» «Обнова» попросила всех, кто поддерживает его идеи, вступать в организованные ряды Католической Акции.
Этот призыв дал свои положительные результаты. Массы украинской молодёжи вошли в КАУМ. Выросла численно и сама «Обнова». Церковь поддержала это начинание, а через духовника для студентов о. М. Кондар отмечена большой значимости такой работы и закликоно всех прислушаться к словам обращения ТУСК. Все более популярными становятся академические вечера, дни обновы, студийные дни, которые организовало ТУСК. По инициативе Общества в ноябре 1935 года состоялись ступени представителей украинских студенческих обществ, на которых решено провести 12 декабря с. г. праздничную Академию в честь ексцеленцие Митрополита Андрея. Полученные средства по этой акции принято передать на учреждение «Фонда помощи студенчеству им. Митрополита Андрея Шептицкого». В том же году Общество заявило о своей поддержке её готовность стать на защиту Церкви и лица митрополита А. Шептицкого во времени польского шовинистического наступления. В 1939 году «Обнова» устроила цикл лекций под названием «Социальная неделя».
Ещё одним участком жизни Общества «Обнова» стало его участие в международном католическом сообществе. Здесь на «Обнову» была возложена миссия — представлять все тогдашнее украинское христианское движение в мире. Ещё в 1929 группа украинских студентов принимает участие в созванном поляками, а именно обществом «Odrozenie» — организацией польского католического студенчества, съезде славянских Католических Академических Организаций, на котором присутствовали представители чешских, словацких, хорватских и словенских студенческих католических организаций. Цель съезда — взаимно ознакомиться и сблизить отдельные славянские народы для тесного сотрудничества в рамках Католических Акций. В 1931 году «Обнова» стала членом мирового католического объединения «Pax Romana». ТУСК после своего создания подало прошение на принятие в Р.R. на конгресс 1930 г. в Мюнхене. Отсюда пришло приглашение на следующий юбилейный съезд во Фрибурге, где и должно было решиться принятия украинцев. «Обнова» получила поддержку со стороны чешских, словацких, хорватских и словенских студентов, Общество стало полноценным членом объединения «Pax Romana» и сразу активно включился в мировое католическое жизни. Важнейшая его работа заметна и в Униатской комиссии.
В 1936 году член сеньйората «Обновы» доктор М. Чубатый избирается директором комиссии Р.R., для дел восточных церквей — «Pro Oriente», а в 1938 он вместе с председателем ТУСК Богданом Лончиной уехали на съезд в Нью-Йорк. Присоединение Западной Украины к Советскому Союзу в 1939 году прервало развитие ТУСК и лишь после второй мировой войны в эмиграции удалось восстановить организацию.
При содействии старой интеллигенции, особенно п. Ромы Гайды из США и п. Леси Крипьякевич из Львова, была создана инициативная группа, которая и стала причиной возрождения «Обновы».
2 апреля 1992 года состоялось учредительное собрание ТУСК «Обнова». В Общество влились Христианский Студенческий Клуб Львовского Государственного Университета им. Франко, Теологический Клуб Львовского Медицинского Института и другие объединения. Избрана управа, ряд комиссий и утвержден устав. Первым председателем «Обновы» стал Андрей Костюк, тогда студент юридического факультета ЛГУ им. Франко. Общество было зарегистрировано Львовской областной госадминистрацией. В том же году получило благословение на деятельность от главы УГКЦ Мирослава Иоанна Любачивского. Уже в мае «Обнова» обратилась в синод УГКЦ в Львове с конкретными предложениями по работе с молодёжью.

## Главные цели общества
- Способствовать духовному развитию своих членов на принципах христианской духовности и нравственности, согласно духовных и национальных традиций украинского народа.
- Готовить своих членов к просветительской деятельности среди молодёжи, чтобы вносить христианские нравственные ценности во все участки личного, семейного и общественной жизни, создавая тем самым основы для нового украинского общества.
- Воспитывать студенческую и учащуюся молодёжь в христианском духе.
- Распространять христианские принципы в своем окружении.
- Развивать общественно-вспомогательный деятельность и в случае необходимости морально и материально помогать своим членам и другим нуждающимся в духе христианской любви.
- Представлять украинскую студенческую христианскую молодёжь перед другими студенческими и общественными организациями на Украине и за рубежом.

## Основные акции общества
- Традиционное обновлянское празднования Старого Нового года
- Вертеп Обновы
- Шевченковский вечер
- Великопосные реколлекции
- Молодёжное паломничество в Унев
- Поход на гору «Обнова»
- Учебный лагерь для сторонников общества
- Велопроща
- Конференция
- Торжественное празднование Дня Архистратига Михаила — покровителя «Обновы»
- Андреевские вечерницы
- Святой Николай — детям (при содействии Мальтийской Службы Помощи)

## Паломничество «Львов-Унев»
Одной из наиболее значимых акций «Обновы» является проведение паломничества «Львов-Унев» "совместно со Свято-Успенской Уневской Лаврой Студийского устава и, при поддержке Комиссии по делам мирян Львовской архиепархии УГКЦ. Паломничество 2011 года благословил епископ-помощник Львовской архиепархии Владыка Венедикт (Алексейчук). По традиции, паломничество в Унев начинается Божественной Литургией в церкви Св. Архистратига Михаила на улице Винниченко во Львове. На протяжении двух дней паломники идут пешком, и в Унев прибывают вечером 14 мая. Ночные бдения продолжаются до утра: молитвы, исповедь, благословение чудотворной иконой. Ночью паломников ждет поход со свечками на Чернечу гору.
В паломничестве 2011 года участвовало около 1100 человек.

## Численность
Общество насчитывает 30 действительных членов и около 20 сторонников

## Связи с другими организациями
«Обнова» является членом Федерации Украинских Католических Студенческих и Академических Обществ «Обнова» — объединением локальных Студенческих и Академических Обществ «Обнова» для координации своей деятельности и реализации совместных проектов на национальном уровне.